# Birkhadem
Birkhadem es un municipio de la provincia de Argel, Argelia. En abril de 2008 tenía una población censada de 77 749 habitantes.
Se encuentra ubicado en el centro-norte del país, junto a la costa del mar Mediterráneo y Argel, ciudad capital del país.